# Hanne Haugen Aas
Hanne Haugen Aas est une joueuse norvégienne de volley-ball née le 29 février 1988 à Namsos. Elle mesure 1,88 m et joue au poste de centrale.

## Clubs
| Club                  | De        | À         |
| --------------------- | --------- | --------- |
| UiS Volley Stavanger  | 2009-2010 | 2010-2011 |
| Schweriner SC         | 2011-2012 | 2011-2012 |
| VC Kanti Schaffhausen | 2012-2013 | 2012-2013 |
| Köpenicker SC         | 2013-2014 | 2013-2014 |
| Randaberg Volleyball  | 2014-2015 | …         |

## Palmarès
- Championnat de Norvège
  - Vainqueur : 2010, 2011, 2017.
- Championnat d'Allemagne
  - Vainqueur : 2012.
- Coupe d'Allemagne
  - Vainqueur : 2012.
- Championnat de Suisse
  - Finaliste : 2013.